# Sant Andreu de la Serreta
Sant Andreu de la Serreta és una església del municipi de Capolat (Berguedà) inclosa en l'Inventari del Patrimoni Arquitectònic de Catalunya.

## Descripció
Església romànica de petites dimensions d'una sola nau coberta amb volta de canó rematada per un absis cobert amb volta de canó lleugerament apuntada. L'absis té gairebé la mateixa amplada que la nau de l'església, separada d'aquesta per un arc triomfal que s'enfonsa en els murs de la nau. L'absis té dues finestres de doble esqueixada, l'una al centre de l'absis i l'altre, al mur de migjorn. En aquest mateix mur s'obre la porta d'arc de mig punt adovellat. A ponent s'alça el campanar d'espadanya de dos ulls, d'aspecte massís. L'aparell és rudimentari i irregular. La coberta és a dues aigües de teula àrab. A tramuntana fou construïda una petita sagristia al segle xviii.

## Història
Manquen notícies concretes sobre aquesta església del municipi de Capolat, lloc que pertanyia al ducat de Cardona, com la resta de l'actual municipi. L'església és un edifici del s. XI i no se'n conserva l'acta de consagració.